# Вецсалиенская волость
Вецсалиенская волость (латыш. Vecsalienas pagasts) — одна из 25 волостей Аугшдаугавского края Латвии. Административным центром волости является село Червонка.